# New Millennium-programmet

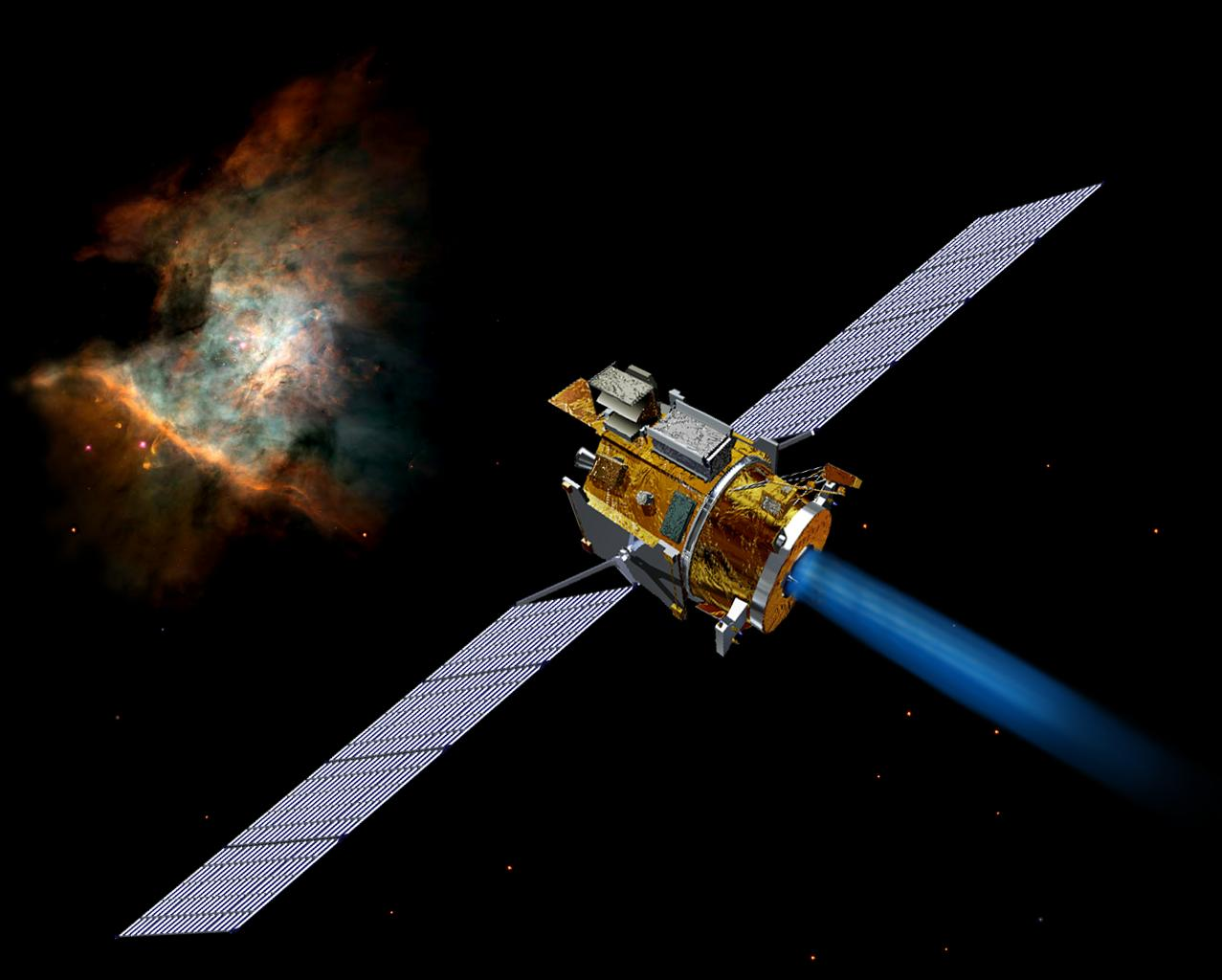
Deep Space 1

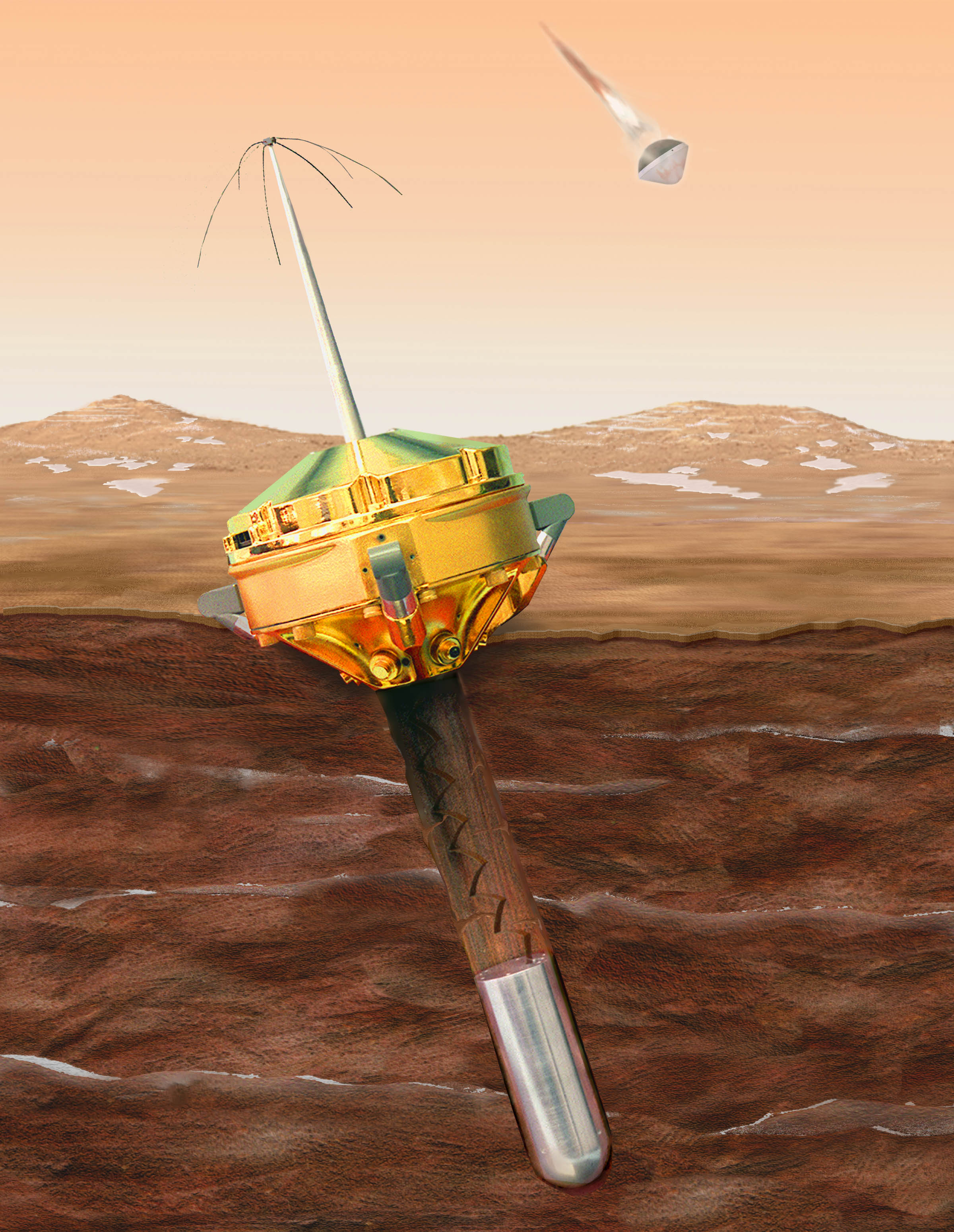
Deep Space 2

New Millennium-programmet (NMP) var ett NASA projekt som fokuserade på att testa ny teknik för utforskningen av rymden.
2009 valde USA:s 110:e kongress att avbryta finansieringen av projektet.

## Flugna rymdsonder
- Deep Space 1 – en rymdsonds vars uppgift var att testa ett antal nya tekniker, samtidigt besökte den en asteroid och en komet.
- Deep Space 2 – en rymdsond som liftade till Mars med Mars Polar Lander. landningen misslyckades.
- Earth Observing 1 (EO-1) – en jordresurssatellit.
- Space Technology 5 – tre satelliter som studerade jordens magnetosfären.
- Space Technology 6 – utrustning som flögs på Earth Observing 1 och TacSat-2.

## Nerlagda rymdsonder
- Deep Space 3/Space Technology 3 (StarLight) –  en Interferometer.
- Deep Space 4/Space Technology 4 (Champollion) –  en rymdsond som skulle ta markprover på kometen Tempel 1.
- Earth Observing 2 – en jordresurssatellit.
- Earth Observing 3 (GIFTS) – en jordresurssatellit.
- Space Technology 7 – ett instrument som skulle flugit med LISA Pathfinder.
- Space Technology 8 – teknik test.
- Space Technology 9 – ett solsegel.